# Tmesisternus isabellae
Tmesisternus isabellae è una specie di coleottero del genere Tmesisternus, famiglia Cerambycidae. Fu descritta scientificamente da Vollenhoven nel 1871 e abita frequentemente le foreste tropicali della zona occidentale della Papua Nuova Guinea. È una specie che raggiunge dimensioni tra i 22 e i 30 mm.